# Dinastía XX de Egipto

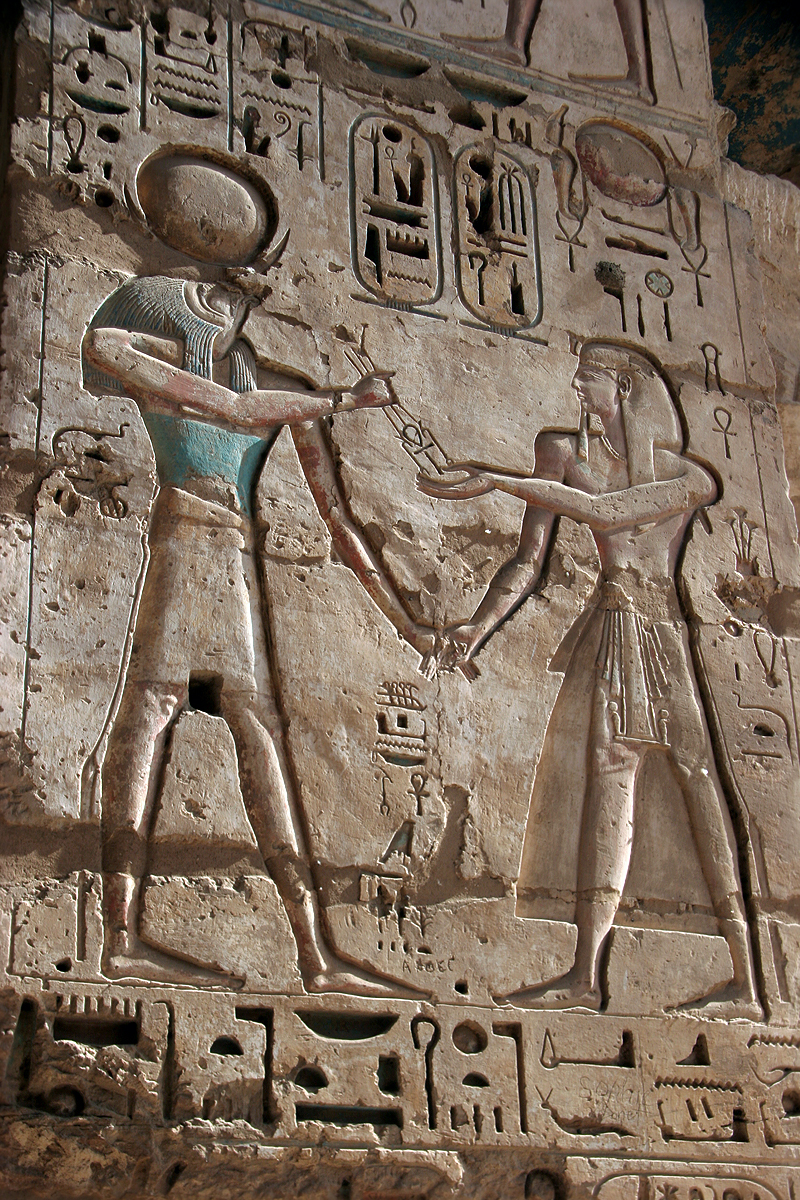
Bajorrelieve de Ramsés III.

La Dinastía XX o Vigésima Dinastía (c. 1190 a 1070 a. C.) la funda Sethnajt, el general de los ejércitos de Egipto que toma el poder apartando a los últimos aspirantes al trono de la familia de Ramsés II. 
Las dinastías XVIII, XIX y XX se agrupan bajo el moderno título de Imperio Nuevo de Egipto o Reino Nuevo.
Al periodo histórico transcurrido durante las dinastías XIX y XX se le suele denominar época ramésida, por el nombre dado a la mayoría de sus faraones. 

## Ramsés III y los "Pueblos del Mar"
El único faraón importante es Ramsés III, cuyo ejército detiene la invasión terrestre y marítima procedente de los Balcanes, de Asia Menor y Oriente hacia 1180 a. C.: es la migración Egea: son los "Pueblos del Mar" de los documentos egipcios entre los cuales figuran los Thekker (Troyanos) y Peleset (Filisteos) que terminaron también por asentarse en las grandes ciudades de Egipto como Menfis o Pi-Ramsés. Estas tribus van a dominar a los antiguos reinos y ciudades-estado que se habían desarrollado a lo largo de la costa egea de Turquía, Siria y Líbano dando hasta cierto punto el golpe de gracia a un antiguo mundo del que Egipto guardó el recuerdo. 
Estas convulsiones geopolíticas dieron lugar a nuevas potencias que se organizaron más tarde desde Asiria, Elam y Media, mientras que en occidente una talasocracia se gestaba en Micenas controlando poco a poco el comercio del Mediterráneo que los Cretenses por su completa desaparición y Fenicia bajo los golpes de incesantes invasiones, abandonaron. 
La victoria de Ramsés III es el punto culminante de su reinado que pretenderá imitar en todo a su célebre predecesor Ramsés II, incluso en la elección de los nombres de sus hijos. Quiso así garantizar la sucesión y consolidar la dinastía, pero la ausencia de una gran esposa real en favor de una política de la casa Jeneret truncó sus aspiraciones. También bajo Ramsés III tuvo lugar la primera huelga, primer índice de cambios en la sociedad egipcia que van a acentuarse en los reinados siguientes. Murió a raíz de una conspiración tramada desde la casa Jeneret real, en Tebas (véase, príncipe Pentaur).

## Los sucesores de Ramsés III
Esta dinastía transcurrió bajo los efectos de las disputas entre los herederos de Ramsés III, a quienes Diodoro Sículo describió como "haraganes refinados sólo fieles a la complacencia y el lujo... sin hechos dignos de importancia histórica". Sin embargo, en esta época Egipto estaba también cada vez más acosado por una serie de sequías, inundaciones con niveles del Nilo por debajo de lo normal, hambre, trastornos civiles y corrupción oficial, lo cual limitaría la habilidad de cualquier rey. 
El poder real ya no estaba garantizando y propició la subida del poderoso clero de Tebas que extendió entonces su influencia sobre todo el Alto Egipto: los sumos sacerdotes de Amón no dudan ahora en hacerse representar sobre los muros del templo con igual rango que el faraón, o a inscribir su nombre en un cartucho como en la titulatura real.

## El final de la dinastía

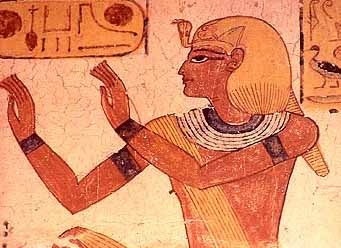
Ramsés V.

Se caracteriza por los saqueos de la necrópolis del Valle de los Reyes, frente a Tebas, bajo Ramsés IX y luego bajo Ramsés XI. Seguramente el alejamiento de la corte real, que se había trasladado al Bajo Egipto, contribuyó a la inseguridad creciente de la región de Tebas cada vez más amenazada por incursiones de los nómadas libios. Muchos documentos de este período son registros de investigaciones y castigos para estos crímenes, especialmente en los reinados de Ramsés IX y Ramsés XI. 
El poder del último rey, Ramsés XI, fue tan débil que en el Sur los Sumos sacerdotes de Amón en Tebas llegaron a ser los auténticos gobernantes de Alto Egipto. Entretanto Esmendes I, el fundador la dinastía XXI, desde Tanis controlaba el Bajo Egipto, aún antes de la muerte de Ramsés XI. 
La dinastía XX se considera la última etapa del Imperio Nuevo; le sigue el Tercer periodo intermedio de Egipto.

## Arte y Literatura

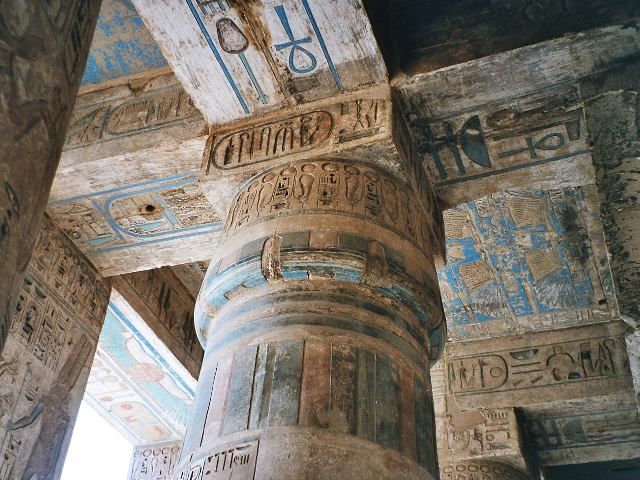
Templo de Ramsés III en Medinet Habu. Detalle.

Destaca el templo del jubileo de Ramsés III en Medinet Habu sobre la orilla occidental de la antigua capital que se convierte en la institución dinástica por excelencia. Este templo debía formar una nueva ciudad con el Ramesseum aún en actividad y en el que se inspira arquitectónicamente. 
El Valle de los Reyes sigue siendo la necrópolis real y es en este período cuando el pueblo de Deir el-Medina alcanza su mayor extensión con la elaboración de los objetos funerarios y un arte digno de los mejores artesanos tebanos. 
La literatura es poco original, se limita a volver a copiar las obras del Imperio Medio. Cabe mencionar sin embargo el Libro de los Muertos. La lengua hablada en esta época es el neoegipcio con la que se compone una nueva literatura, en particular, la amorosa.

## Faraones de la dinastía XX de Egipto
| Nombre común | Nombre de Nesut-Bity          | Nombre de Sa-Ra                           | Comentarios                                          | Tumba | Reinado (± 50 años) |
| ------------ | ----------------------------- | ----------------------------------------- | ---------------------------------------------------- | ----- | ------------------- |
| Sethnajt     | Userjaura-Setepenra           | Sethnajt-Meriamonra                       |                                                      | KV14  | 1186 - 1183 a. C.   |
| Ramsés III   | Usermaatra-Meriamón           | Ramsés-Heqaiunu                           | Combatió contra los Pueblos del Mar hacia 1175 a. C. | KV11  | 1183 - 1152 a. C.   |
| Ramsés IV    | Heqamaatra-Setepenamón        | Ramsés-Maatra-Meriamón                    |                                                      | KV2   | 1152 - 1146 a. C.   |
| Ramsés V     | Usermaatra-Sejeperenra        | Ramsés-Amonhirjopshef                     |                                                      | KV9   | 1146 - 1142 a. C.   |
| Ramsés VI    | Nebmaatra-Meriamón            | Ramsés-Amonhirjopshef-Necherheqaiunu      |                                                      | KV9   | 1142 - 1135 a. C.   |
| Ramsés VII   | Usermaatra-Setepenra-Meriamón | Ramsés-Itefamón-Necherheqaiunu            |                                                      | KV1   | 1135 - 1128 a. C.   |
| Ramsés VIII  | Usermaatra-Ajenamón           | Ramsés-Setherjepshef-Meriamón             |                                                      |       | 1128 - 1126 a. C.   |
| Ramsés IX    | Neferkara-Setepenra           | Ramsés-Jaemuaset-Meriamón                 |                                                      | KV6   | 1126 - 1108 a. C.   |
| Ramsés X     | Jepermaatra-Setepenra         | Ramsés-Amonherjepeshe                     |                                                      | KV18  | 1108 - 1099 a. C.   |
| Ramsés XI    | Menmaatra-Setepenptah         | Ramsés-Jaemuaset-Mereramón-Necherheqaiunu |                                                      | KV4   | 1099 - 1069 a. C.   |

## Cronología de la dinastía XX
Cronología estimada por los siguientes egiptólogos: 
| - Primer faraón: Sethnajt - 1200-1198 (Drioton, Redford) - 1196-1194 (Arnold) - 1192-1190 (Parker) - 1190-1187 (Helck, Krauss) - 1188-1186 (Grimal) - 1187-1185 (Dodson, Kitchen) - 1186-1184 (Málek, Shaw, Hornung) - 1186/85-1183/82 (von Beckerath) - 1184-1182 (Wente) | - Último faraón: Ramsés XI - 1114-1087 (Gardiner) - 1112-1085 (Drioton) - 1111-1081 (Redford) - 1105-1076/70 (Helck) - 1103/1099-1070/69 (von Beckerath) - 1100-1070 (Arnold) - 1099-1069 (Málek, Shaw) - 1098-1069 (Grimal) - 1094-1064 (Dodson) |